# Caryl Churchill
Caryl Churchill, född 3 september 1938 i London, är en brittisk dramatiker.
Churchill har sedan 1958 skrivit en lång rad pjäser, såväl för scenen som för TV och radio. Hon debuterade som scendramatiker på Royal Court Theatre i London 1972 med pjäsen Owners och var även husdramatiker vid nämnda teater, där många av hennes verk har haft urpremiär. Hennes dramatik handlar främst åt kvinnofrågor, dagsaktuell politik och globala ödesfrågor.
Av Churchills pjäser kan nämnas Top Girls (1982), vilken handlar om historiska kvinnor som verkat i manliga sammanhang, Far Away (2000) är en dystopi om en värld i totalt krig, A Number (2002) behandlar kloning av människor och Drunk Enough To Say I Love You? (2006) handlar relationen mellan USA och Storbritannien vid invasionen av Irak 2003, gestaltad av två homosexuella män. Pjäsen Seven Jewish Children: A Play for Gaza (2009), som endast varar i tio minuter, blev kontroversiell och ledde till att Churchill anklagades för antisemitism. Love and Information (2012) är en satir över nutidens informationsstress.